# العلاقات الأردنية الشمال مقدونية
العلاقات الأردنية الشمال مقدونية هي العلاقات الثنائية التي تجمع بين الأردن وشمال مقدونيا.

## مقارنة بين البلدين
هذه مقارنة عامة ومرجعية للدولتين:
| وجه المقارنة                                              | الأردن                   | شمال مقدونيا                                               |
| --------------------------------------------------------- | ------------------------ | ---------------------------------------------------------- |
| المساحة (كم2)                                             | 89.34 ألف                | 25.71 ألف                                                  |
| عدد السكان (نسمة)                                         | 9.81 مليون               | 2.08 مليون                                                 |
| الكثافة السكانية (ن./كم²)                                 | 109.81                   | 80.9                                                       |
| العاصمة                                                   | عمان                     | إسكوبية                                                    |
| اللغة الرسمية                                             | اللغة العربية            | اللغة المقدونية، اللغة الألبانية                           |
| العملة                                                    | دينار أردني              | دينار مقدوني                                               |
| الناتج المحلي الإجمالي (بليون دولار)                      | 40.07 مليار              | 11.34 مليار                                                |
| الناتج المحلي الإجمالي (تعادل القوة الشرائية) بليون دولار | 82.80 مليار              | 29.26 مليار                                                |
| الناتج المحلي الإجمالي الاسمي للفرد دولار أمريكي          | 4.94 ألف                 | 4.85 ألف                                                   |
| الناتج المحلي الإجمالي للفرد دولار أمريكي                 | 12.05 ألف                | 16.25 ألف                                                  |
| مؤشر التنمية البشرية                                      | 0.748                    | 0.747                                                      |
| رمز المكالمات الدولي                                      | +962                     | +389                                                       |
| رمز الإنترنت                                              | .jo                      | .mk                                                        |
| المنطقة الزمنية                                           | ت ع م+02:00، ت ع م+03:00 | توقيت وسط أوروبا، ت ع م+01:00، ت ع م+02:00، أوروبا/سكوبيه ‏ |

## منظمات دولية مشتركة
يشترك البلدان في عضوية مجموعة من المنظمات الدولية، منها:
| علم المنظمة | اسم المنظمة                               | تاريخ انضمام الأردن | تاريخ انضمام شمال مقدونيا |
| ----------- | ----------------------------------------- | ------------------- | ------------------------- |
|             | مؤسسة التنمية الدولية                     | 4 أكتوبر 1960       | 25 فبراير 1993            |
|             | يونسكو                                    | 14 يونيو 1950       | 28 يونيو 1993             |
|             | وكالة ضمان الاستثمار متعدد الأطراف        | 12 أبريل 1988       | 19 مارس 1993              |
|             | الأمم المتحدة                             | 14 ديسمبر 1955      | 8 أبريل 1993              |
|             | الاتحاد البريدي العالمي                   | ?                   | ?                         |
|             | البنك الدولي للإنشاء والتعمير             | 29 أغسطس 1952       | 25 فبراير 1993            |
|             | الاتحاد الدولي للاتصالات                  | 20 مايو 1947        | 4 مايو 1993               |
|             | منظمة حظر الأسلحة الكيميائية              | ?                   | ?                         |
|             | مؤسسة التمويل الدولية                     | 20 يوليو 1956       | 25 فبراير 1993            |
|             | المركز الدولي لتسوية المنازعات الاستشارية | 29 نوفمبر 1972      | 26 نوفمبر 1998            |
|             | منظمة التجارة العالمية                    | ?                   | ?                         |
|             | منظمة الشرطة الجنائية الدولية             | ?                   | ?                         |

## وصلات خارجية
- موقع وزارة الخارجية الأردنية